# Obręb (powiat piaseczyński)
Obręb – wieś sołecka w Polsce położona w województwie mazowieckim, w powiecie piaseczyńskim, w gminie Góra Kalwaria.
Wieś szlachecka Obrąb położona była w drugiej połowie XVI wieku w powiecie czerskim  ziemi czerskiej województwa mazowieckiego. W latach 1975–1998 miejscowość należała administracyjnie do województwa warszawskiego.

## Turystyka
Majątek Ziemski Buksza - siedziba Polskiego Towarzystwa Polo. Gospodarstwo zajmuje 15 ha, w tym 10 ha to tereny zielone, na których są m.in. wybiegi dla koni.